# M.a.x. concepts
m.a.x. concepts（1998年至今），為美心食品有限公司旗下管理一系列西菜、日菜、泰國菜及越南菜餐廳的品牌。

## 歷史
1992年，伍舜德家族第三代伍偉國加入美心集團。當年，美心約有300間食肆。不過，伍偉國卻察覺到顧客偏向中老年人，年輕人卻不光顧，他認為年長顧客的消費力會越來越低，決意改革。於是他召集集團內5位年輕同事，環遊世界尋找靈感。後來美心集團旗下的新品牌Eating Plus、Simplylife、Urban Bakery Works、八月花、八月居等，都是團隊從英國、美國、日本等地的餐廳中取材而來。伍偉國認為新品牌可為集團創造價值，例如同樣一個牛角包，在美心西餅賣只能以9元每日賣幾十個，而改以Urban Bakery賣則可以13元每日賣2000個。
1998年，美心將西菜及日菜部餐廳革新，歸入m.a.x. concepts，並發展東南亞菜。m.a.x. concepts標榜旗下餐廳風格獨特，形像鮮明，以「絕佳的食物、怡人的環境以及親切的服務」作招徠。
除了建立新品牌餐廳外，美心也將部份原有餐廳納入m.a.x. concepts旗下，包括美心在1980年代於置地廣場地庫開設「弁慶日本料理」及在怡和大廈地庫開設「桃山日本料理」，以及多個不同品牌西餐廳。後來，該批餐廳陸續被改頭換面以新品牌經營。
2005年12月，m.a.x. concepts中菜隨「八月花」開將成立，同時將「粵翠軒」、「翠晶軒」、「翠玉軒」、「怡翠軒」、「粵江春」、「海逸軒」歸入m.a.x concepts中菜，發展新派中菜。
2007年6月，發展新概念simplylife系列餐廳。
2008年1月，m.a.x. concepts中菜改為「美心中菜」屬下jade concepts。

## 旗下餐廳

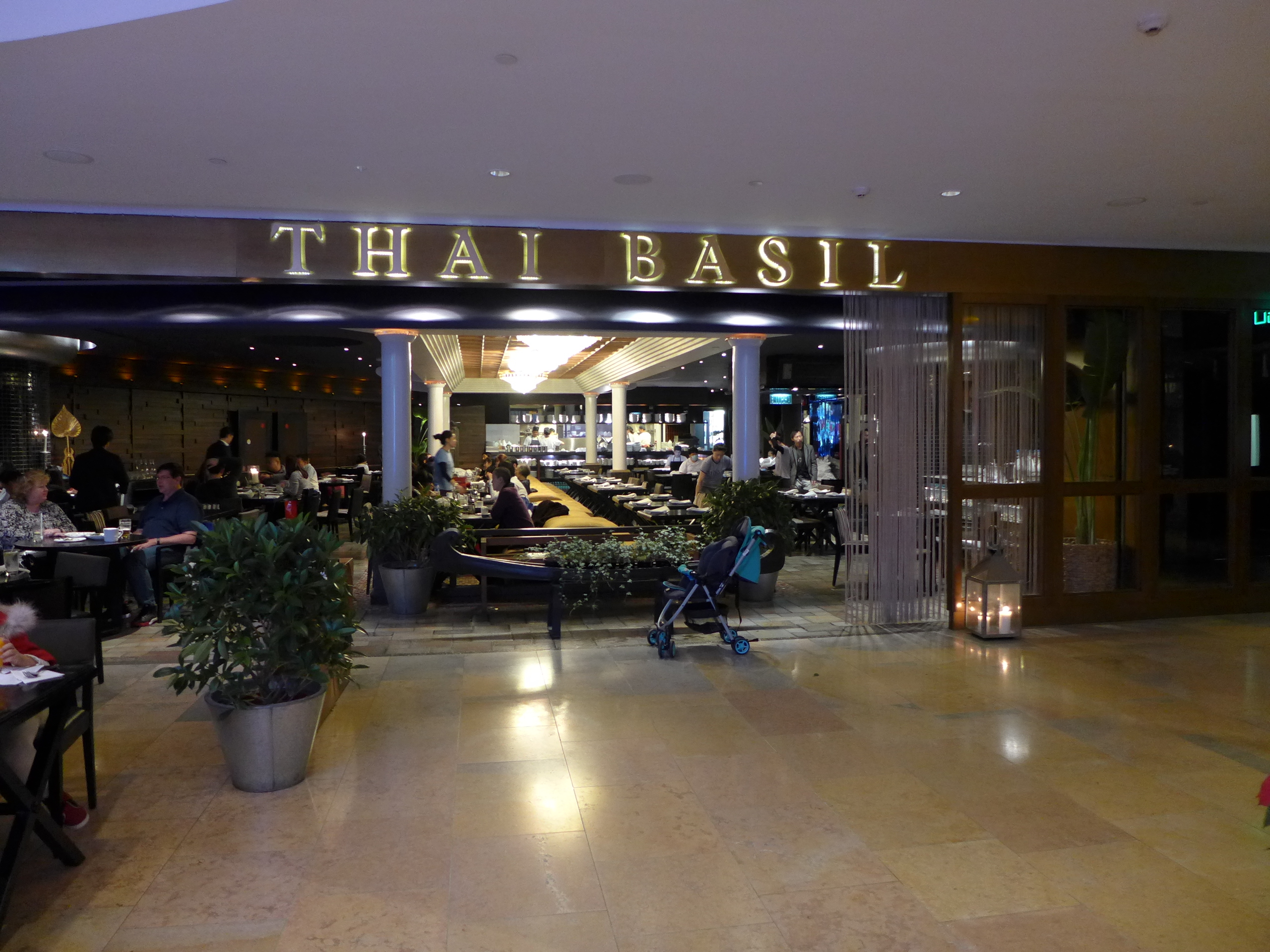
金鐘太古廣場Thai Basil

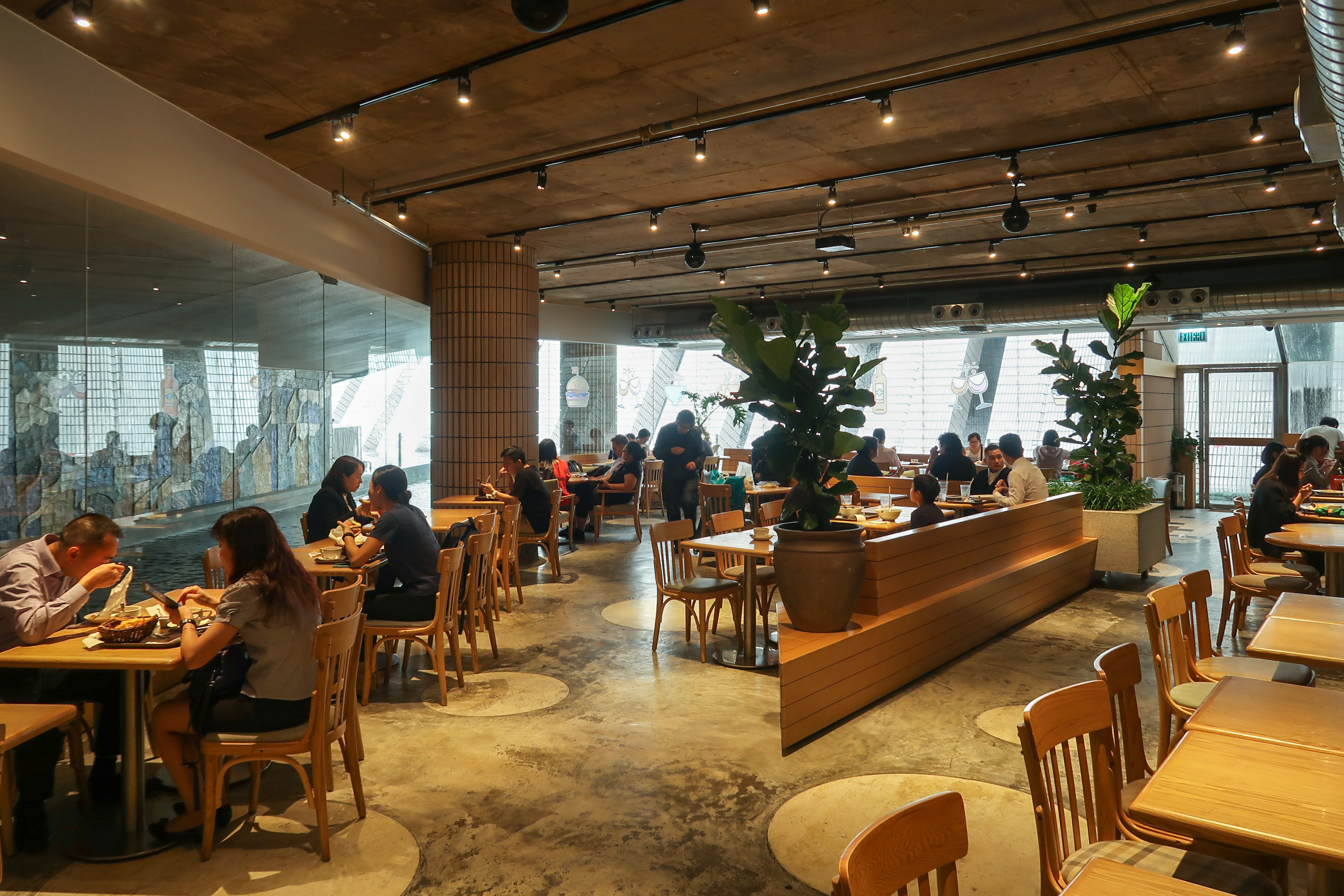
尖沙咀香港文化中心Deli and Wine

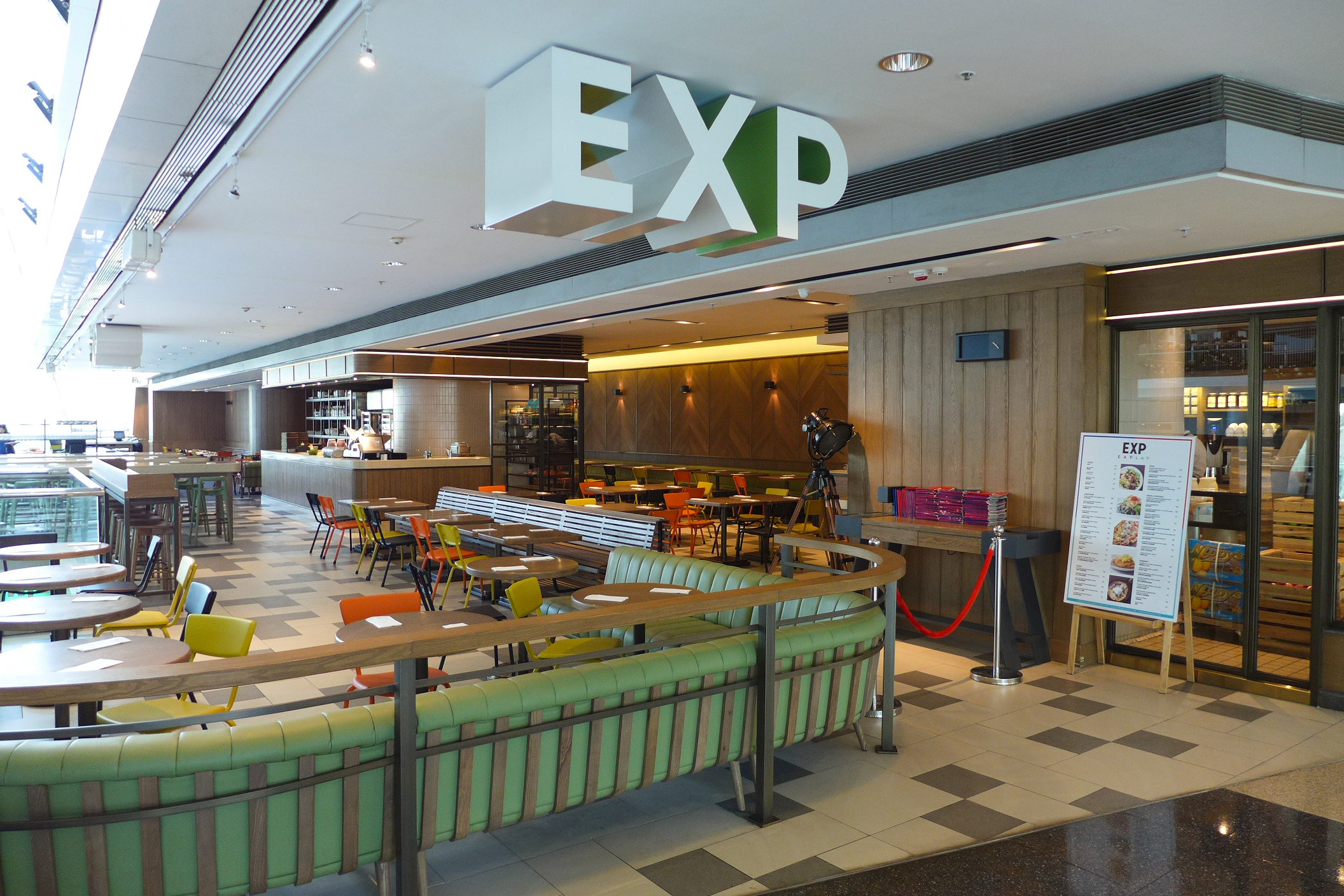
九龍塘又一城EXP

目前，m.a.x concepts旗下品牌如下：
- Cafe Landmark
- Lawry's the Prime Rib
- Minh & Kok
- Kikusan
- Miso
- Thai Basil
- Market Sea
- Deli and Wine
- Maxim's Cafe
- EXP
- Maxim's and You
- Kokomi
- Simplylife
- 星美乐（中國版Simplylife)
- 美心．小品
- 美心香港地

## 品牌發展

### 西菜
- CAFE LANDMARK
  - 中環 置地廣場
    - 2001年由「La Terrazza」改成，2008年7月裝修後重開，為開業28年第四次裝修；2014年7月第五次裝修後復業。

  - 北京 王府中環
    - 2017年12月開業。[6]
- Cellini
  - 九龍灣 德福廣場
    - 2002年改為中國芳。
- Mecca
  - 九龍灣 德福廣場
    - 1999年改為Hello Kitty Cafe，再於2002年改為「香葉棧」。
- Pearl on the Peak
  - 山頂凌霄閣
    - 2006年11月與澳洲名廚Geoff Lindsay合作在開設。2008年11月合作結束，更換品牌標誌字體及餐牌，但保留名字。2014年結業後改為Wildfire+。
- MEZZ
  - 中環 太子大廈
    - 由「美心餐廳」改成，曾任James Lockett為顧問廚師及Geoff Lindsay為客席廚師，2010年3月結業。
- Cityhall Maxim's Cafe（大會堂美心餐廳）
  - 中環 香港大會堂
    - 2002年由Theatre Cafe改成，原名Maxim's Restaurant，2008年1月改名Cityhall Maxim's Cafe，2009年9月裝修後重開。
- simplylife BAKERY CAFE
  - 九龍塘 又一城
    - 2007年6月開業，2012年12月遷至另一舖位。

  - 鰂魚涌 太古城中心
    - 2007年8月開業，2015年7月遷至另一舖位，2020年2月結業。

  - 金鐘 金鐘廊 LAB CONCEPT
    - 2012年6月開業。

  - 銅鑼灣 名店坊
    - 2014年7月開業，2020年2月結業。

  - 北角 友邦廣場
    - 2014年11月開業。

  - 沙田 新城市廣場
    - 2015年1月開業。

  - 元朗 YOHO MALL
    - 2015年9月開業，2019年8月結業。

  - 將軍澳 PopCorn
    - 2016年6月開業。

  - 葵芳 新都會廣場
    - 2017年5月開業。

  - 九龍灣 德福廣場
    - 2017年8月開業。

  - 觀塘 apm
    - 2023年12月開業。
- simplylife BREAD AND WINE
  - 中環 國際金融中心
    - 2009年1月開業，由can．teen改成，於2013年5月改為open kitchen。
- chapter
  - 中環 國際金融中心
    - 2023年五月開業
- simplylife 星美乐
  - 深圳 華潤中心萬象城
    - 2010年12月開業[7]，2015年9月擴店。

  - 深圳 COCO Park
    - 2013年1月開業。

  - 深圳 嘉里建設廣場
    - 2013年6月開業。

  - 深圳 益田假日廣場
    - 2014年2月開業，2019年結業。

  - 深圳 海上世界
    - 2014年6月開業，2019年結業。

  - 深圳 海岸城
    - 2014年8月開業，2019年結業。

  - 深圳 天虹購物中心
    - 2016年4月開業。

  - 深圳 萬象天地
    - 2017年11月開業。

  - 深圳 印力中心
    - 2019年4月開業。

  - 廣州 太古匯
    - 2012年3月開業。

  - 廣州 天環廣場
    - 2016年4月開業。

  - 廣州 天匯廣場
    - 2016年12月開業。
- open kitchen
  - 中環 國際金融中心
    - 2013年5月由simplylife BREAD AND WINE改成，2019年5月結業。

### 日菜
- 賀菊 KIKU
  - 中環 置地廣場
    - 1981年由美心及日本航空合作開設「弁慶日本料理」，後由美心全資擁有，至2002年改名「賀菊」及重新裝修[8]，由Hernan Zanghellini設計，2014年10月結業，改為揉合中式及日式的優閒餐廳kikusan。
- miso
  - 中環 怡和大廈
    - 由「桃山日本料理」改成，並設有鐵板燒；2014年2月裝修後復業。

  - 尖沙咀 海港城 港威商場
    - 2005年12月開業，2011年2月結業。
- kokomi
  - 金鐘 太古廣場
    - 2015年2月開業。

### 東南亞菜
m.a.x. concepts 的東南亞菜始於THAI BASIL，由James Lockett任顧問廚師，再開設大眾化的「香葉棧」系列。再於2005年委任James Lockett設計餐牌，開設「rice paper」。2006年「香葉棧」系列改名simply thai「心。泰」，2009年棄用中文名字及幾何花型標誌。LIAN為同系最高級餐廳，並設有Wine Gala葡萄酒盛宴。
- THAI BASIL
  - 金鐘 太古廣場
    - 2000年開業，被《Condé Nast Traveler》譽為「世界60大最佳新食府」之一。2008年搬往同一層另一舖位繼續營業，更改了標誌，成為simplylife系列之一員。
- 香葉棧
  - 旺角 新世紀廣場
    - 2002年開業，Hernan Zanghellini設計室內空間，由Hello Kitty Cafe改成，2006年改名「simply thai」，2011年10月結業。[9]

  - 九龍灣 德福廣場
    - 2002年開業，Hernan Zanghellini設計室內空間，由Hello Kitty Cafe改成，2006年改名「simply thai」，2008年3月結業。[9]

  - 青衣 青衣城
    - 2005年開業，2008年4月結業。
- 香葉天
  - 旺角 朗豪坊
    - 2004年開業，2006年改名「simply thai」，2009年1月結業。
- 香葉坊
  - 沙田 新城市廣場
    - 2005年開業，2006年改名「simply thai」。
- rice paper
  - 尖沙咀 海港城 港威商場
    - 2004年中開業，2013年10月結業。

  - 銅鑼灣 世貿中心
    - 2005年12月開業，2011年10月結業。

  - 九龍塘 又一城
    - 2006年12月開業，2015年8月結業。
- simply thai
  - 銅鑼灣 時代廣場
    - 2006年2月開業，Hernan Zanghellini設計室內空間，增加「心。泰」名稱，2009年重漆為白色主調，2011年4月結業。

  - 九龍灣 德福廣場
    - 2006年1月首間由「香葉棧」改名分店，再由Hernan Zanghellini設計室內空間，2008年1月結業。

  - 旺角 新世紀廣場
    - 2006年由「香葉棧」改名而成，2012年6月結業。

  - 旺角 朗豪坊
    - 2006年由「香葉天」改名而成，2009年1月結業。

  - 沙田 新城市廣場
    - 2006年由「香葉坊」改名而成，2011年3月結業。
- LIAN 蓮
  - 中環 國際金融中心
    - 2006年12月開業，由梁志天設計室內空間，2008年12月榮獲米芝蓮指南評為「必比登米芝蓮車胎人美食」之一[10]；2010年10月結業。
- MINH AND KOK 明谷
  - 銅鑼灣 名店坊
    - 2014年7月開業，2020年2月結業。

  - 太古 太古城中心2期
    - 2016年12月開業。

  - 上環 信德中心
    - 2017年11月開業。
- MARKET S.E.A
  - 中環 國際金融中心
    - 2018年1月開業。

### 多國菜
- Deli and Wine
  - 尖沙咀 文化中心
    - 2006年8月由Concerto Bar and Cafe改成，提供午市半自助餐及晚市自助餐；2010年12月裝修後再次開業。

由Cafe Muse改名而成
- EXP
  - 九龍塘 又一城
    - 1998年開業，原名EXP/2，「／2」為溜冰鞋的象形；2004年裝修後改名EXP；2015年1月裝修後復業。

  - 鰂魚涌 太古城中心
    - 2006年11月開業，2011年9月結業，並改為DELI AND WINE。
- eating plus
  - 中環 國際金融中心
    - 1998年開業，2004年結業。

  - 山頂凌霄閣
    - 2006年8月開業，2008年7月改為「香港地」。
- simplylife THE EAST THE WEST
  - 大角咀 奧海城三期
    - 2011年9月開業，開店初期分餐廳及自助兩部份，後改為全餐廳形式，2019年結業
- 美心．小品
  - 深圳 萬象城
    - 2013年12月開業。
- kikusan
  - 中環 置地廣場
    - 2015年1月開業，前身為「賀菊」。

  - 銅鑼灣 希慎廣場
    - 2016年8月開業。

  - 深圳 萬象城
    - 2017年9月開業。

### 港式餐廳
- 石板街港式餐廳
  - 中環 皇后中心
    - 2004年2月開業，由蘭庭改成，2005年中結業。
- 香港地 Hong Kong Day
  - 山頂凌霄閣
    - 2008年7月由eating plus改成。

### 酒吧
- deck n beer 海旁吧
  - 尖沙咀 星光大道
    - 2008年4月開業，2018年結業，2019年改為Wildfire Pizzabar。

### 咖啡店
- 美心小品 Maxim's & U
  - 將軍澳 TKO Gateway
    - 2009年11月開業，代替原有星巴克咖啡。
- the petit cafe
  - 金鐘 太古廣場
    - 2011年6月開業，2019年5月結業。
- simplylife cafe
  - 中環 置地廣場
    - 2011年10月開業。

  - 鰂魚涌 太古坊 多盛大廈
    - 2011年12月開業。

### 快餐
- can．teen
  - 金鐘 海富中心
    - 由YoYo Express改變而成。

  - 中環 太子大廈
    - 由美心快餐改變而成，2010年5月翻新後復業。

  - 中環 花旗銀行大廈
    - 2008年4月改為simplylife FOODPLACE。

  - 中環 國際金融中心
    - 2003年10月開業，2008年10月結業。2009年1月改為simplylife BREAD AND WINE。

  - 中環 中環中心
    - 2010年8月開業，由美心MX改成，2011年11月結業。

  - 金鐘 中信大廈(已結業)
    - 2011年11月開業。

  - 九龍灣 德福廣場
    - 2007年3月開業，2008年7月結業，成為美心皇宮擴展部份。

  - 大埔 太和商場
    - 2009年4月開業，但與美心MX看齊，與其他can．teen分店提供的食品及價格不同。
- DELI AND WINE
  - 中環 香港大會堂
    - 2002年由Foyer Bar改成，但主要提供小食及多國菜式午餐，2009年9月裝修後重開。

  - 中環 怡和大廈
    - 2014年2月開業，由Deli-O改成。

  - 尖沙咀 文化中心
    - 2010年12月開業，主要提供快餐食品，同址前身為星巴克咖啡，2005年前為美心快餐。

  - 鰂魚涌 太古城中心
    - 2011年11月開業，由EXP改變而成，2015年8月結業。
- Deli-O
  - 中環 怡和大廈
    - 2007年12月裝修後重開；2013年11月結業；2014年2月改為DELI AND WINE。

  - 上環 信德中心
    - 2011年12月開業。
- Encore
  - 尖沙咀 文化中心
    - 2006年8月，由Curtain Up改成，2010年9月結業。
- simplylife FOODPLACE
  - 中環 花旗銀行大廈
    - 2008年4月開業，由can．teen改成。
- little miso
  - 金鐘 太古廣場
    - 為FoodFare其中一個攤位，2000年代初結業。

### 特許經營
- Emporio Armani Caffe
  - 中環 遮打大廈
    - 2000年代初交回經營權。
- Hello Kitty Cafe
  - 銅鑼灣 置安大廈
    - 1999年開業，2002年結業。

  - 旺角 新世紀廣場
    - 1999年開業，2002年結業，改為「香葉棧」。

  - 九龍灣 德福廣場
    - 1999年開業，2002年結業，改為「香葉棧」。

  - 荃灣 綠楊坊
    - 1998年為首間分店開業，2002年結業。
- 超人餐廳 Ultraman Restaurant
  - 沙田 新城市廣場
    - 2000年1月開業，2002年改為北京人家。
- Lawry's the Prime Rib
  - 銅鑼灣 利園一期
    - 2006年9月開業，2013年4月結業。

  - 中環 和記大廈
    - 2013年10月開業，2019年因大廈重建結業。

  - 中環 嘉軒廣場
    - 2019年6月開業。

  - 上海 新天地
    - 2008年2月開業，2013年結業。

## 外部連結
- 美心集團官方網站
- m.a.x. concepts官方網站 （页面存档备份，存于）
- m.a.x. concepts Facebook
- simplylife （页面存档备份，存于）